# Pareiasauridae
I pareiasauri (Pareiasauria Seeley, 1888) sono un gruppo di rettili estinti appartenenti agli anapsidi, vissuti tra il Permiano medio e il Permiano superiore (260 – 240 milioni di anni fa). I loro resti fossili sono stati ritrovati in Sudafrica, Nordafrica, Cina, Europa (Scozia, Germania, Russia) e Sudamerica.

## Descrizione
Generalmente di grosse dimensioni, questi animali potevano raggiungere la lunghezza di tre metri e l'altezza di un metro e mezzo (come nel caso di Scutosaurus), e rappresentarono i più grandi tra i rettili anapsidi. Il corpo era massiccio e profondo, mentre le zampe erano robuste e, almeno in alcune forme, colonnari; le estremità erano larghe e forti, adatte a reggere un peso notevole. Di solito il corpo dei pareiasauri era ricoperto da scudi ossei od osteodermi immersi nella pelle.
Il cranio di questi rettili era decisamente massiccio e spesso, solitamente ornato da piccole creste e protuberanze. I denti dei pareiasauri erano a forma di foglia e dotati di numerose cuspidi, simili a quelli di altri rettili erbivori come le iguane e i caseidi. Questo tipo di dentatura, insieme al corpo simile a un barile e dotato di un apparato digestivo notevole, rappresenta una prova della dieta erbivora di questi animali.
Recenti ritrovamenti di una struttura sottile all'interno dell'orecchio medio (columella o staffa) sembrerebbero indicare che i pareiasauri possedessero un timpano efficiente, e quindi fossero in grado di sentire suoni aerei ad alta frequenza.

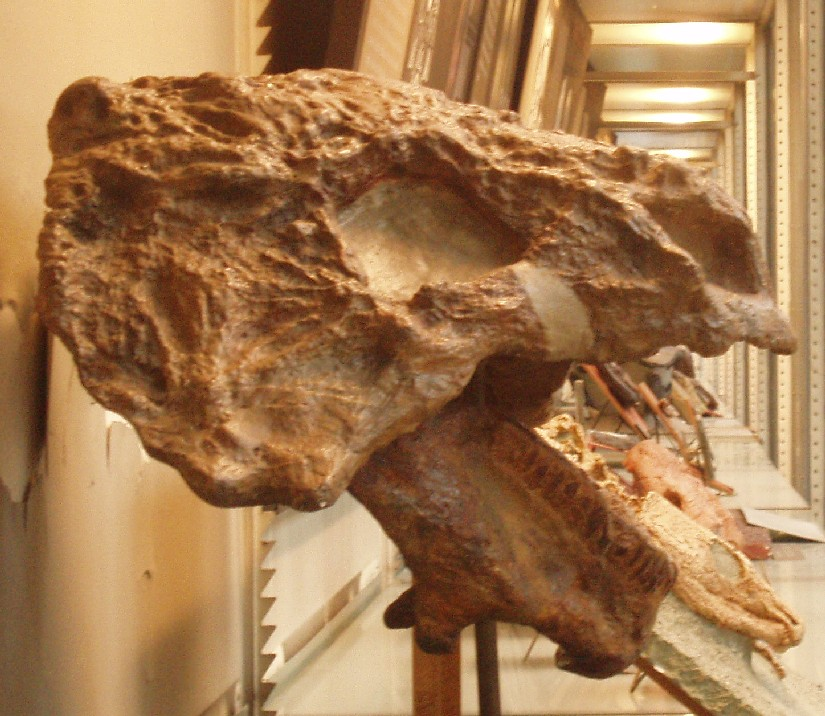
Cranio di Scutosaurus

## Morfologia
Il cranio dei pareiasauri era corto, largo e massiccio; spesso era dotato di protuberanze e le suture tra le varie ossa non erano chiaramente distinguibili. Le ossa delle guance (quadratoiugali) sporgevano all'infuori e verso il basso; le orbite erano piccole e poste lateralmente. Vi era un foro pineale in mezzo al cranio, che ospitava un "terzo occhio" usato per regolare il metabolismo in caso di variazioni estreme di temperatura. La scatola cranica era bassa e lunga, ed era separata dalla cavità dell'orecchio da una barra ossea. L'articolazione delle mascelle era posizionata anteriormente rispetto al condilo occipitale (la connessione tra cranio e vertebra), il che permetteva una maggiore efficienza della masticazione, a scapito di una maggiore apertura boccale. Il palato era fortemente integrato con la scatola cranica e i margini del cranio; le ossa del palato erano fuse e portavano numerose file di piccoli denti. Questi erano conici e con corone a forma di foglia; lungo i margini delle fauci, i denti erano disposti in file regolari.
Solitamente erano presenti diciotto vertebre pre-sacrali (del collo e del tronco) ognuna delle quali era dotata di una notevole articolazione per le costole; le vertebre sacrali, in genere, erano quattro e non fuse insieme in una singola struttura. Le vertebre caudali erano numerose e, anteriormente, dotate di corte coste. La coda, generalmente, era piuttosto corta. Le ossa pelviche erano massicce e pesantemente ossificate, conferendo al bacino una struttura simile a quella dei mammiferi. La scapola era molto più lunga rispetto a quella di altri tetrapodi primitivi. Strutture con queste caratteristiche potrebbero aver ospitato una muscolatura che permetteva di muovere le zampe in una modo molto simile al passo dei mammiferi. L'omero era corto, massiccio ed espanso alle estremità, mentre l'ulna era molto robusta. Le zampe posteriori erano leggermente più corte di quelle anteriori. Vi erano cinque dita per ogni arto, dotate di artigli larghi simili a zoccoli. Le zampe massicce erano tenute vicino al corpo, per permettere una maggiore distribuzione del notevole peso corporeo.

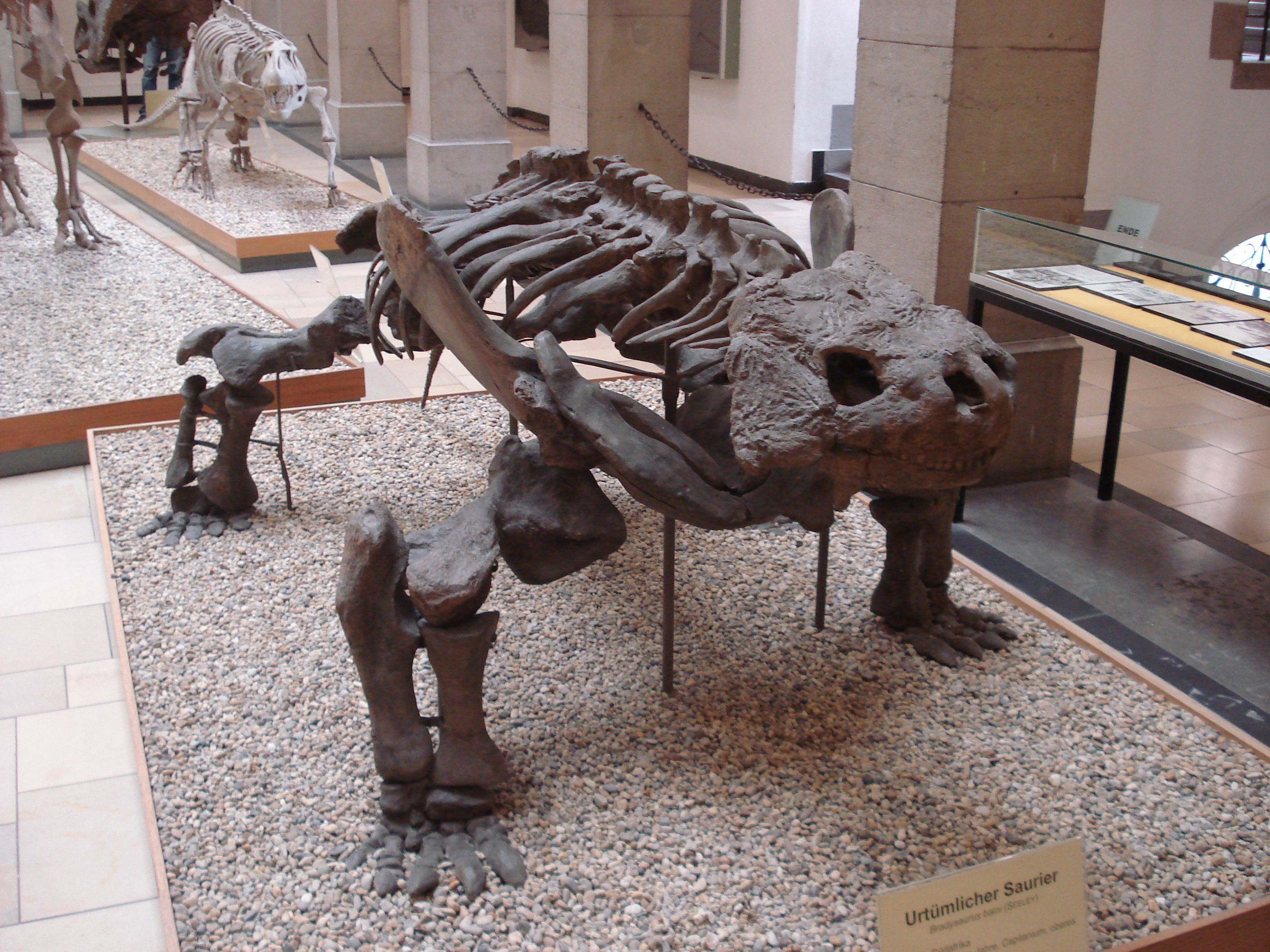
Scheletro di Bradysaurus baini

## Evoluzione
È probabile che i pareiasauri si siano evoluti a partire da animali di dimensioni minori, noti come ripeosauridi (Rhipaeosauridae), per riempire la nicchia ecologica dei grandi erbivori terrestri, lasciata vacante dopo la drastica riduzione (e la successiva scomparsa) dei caseidi. L'improvvisa comparsa dei pareiasauri nella documentazione fossile potrebbe essere spiegata proprio con la situazione venuta a crearsi con la mancanza di grandi erbivori, che permise a questi animali di diversificarsi notevolmente nello spazio di soli due milioni di anni. Nel corso della loro evoluzione, sembra che i pareiasauri avessero migliorato le strutture difensive (protuberanze craniche, corazze), ma non producessero forme più grandi rispetto alle prime note; al contrario, alcune tra le ultime forme erano più piccole (ad esempio Pumiliopareia pricei, Nanoparia luckhoffi ed Elginia). Uno dei più antichi pareiasauri (e probabilmente il più primitivo) è Bradysaurus del Permiano medio; successivamente apparvero numerose forme più evolute, tra cui Pareiasaurus, Embrithosaurus, Provelosaurus, Bunostegos, Parasaurus, Arganaceras, Pareiasuchus, Nochelesaurus e Shihtienfenia.

## Habitat
È stato ipotizzato che questi animali fossero semi-acquatici; alcuni fossili, in particolare, sono stati rinvenuti in una posizione "in piedi", che suggerirebbe una fossilizzazione in situ, con gli animali immersi in pozze di fango e impossibilitati a muoversi, forse mentre si stavano nutrendo. I resti di pareiasauri si rinvengono abbondantemente in depositi fluviali. Di certo, però, questo tipo di fossilizzazione non significa che questi animali fossero semi-acquatici: un animale dagli adattamenti acquatici sarebbe probabilmente riuscito a liberarsi dal fango, mentre un animale terrestre avrebbe avuto più difficoltà. Lo stesso caso riguarda i dinosauri sauropodi (terrestri quanto gli elefanti), i cui fossili a volte sono stati rinvenuti nella medesima posizione "eretta". È molto probabile, quindi, che i pareiasauri fossero animali compiutamente terrestri, attratti sulle rive dei fiumi o nelle paludi dalla rigogliosa vegetazione acquatica.

## Parentele
Questi rettili costituiscono una delle specializzazioni più notevoli del gruppo degli anapsidi, la più antica e primitiva sottoclasse di rettili, attualmente rappresentati dalle sole tartarughe. Alcuni paleontologi ritengono che siano stati proprio i pareiasauri gli antenati di queste ultime: in particolare alcuni generi con placche ossee nella pelle (ad es. Anthodon) o dalle caratteristiche craniche simili a quelle delle odierne testuggini (ad es. Deltavjatia) potrebbero rappresentare validi candidati al ruolo di antenato. In ogni caso, l'enigma evolutivo riguardante l'origine delle tartarughe è ben lungi dall'essere sciolto.